# Насилов, Иван Иванович
Ива́н Ива́нович Наси́лов (1842—1907) — русский хирург, доктор медицины (1867), профессор (1881) и заведующий кафедрой оперативной хирургии с топографической анатомией Военно-медицинской академии (1881—1887), кафедрой академической хирургической клиники Военно-медицинской академии (1887—1895), один из основоположников хирургии пищевода и торакальной хирургии в целом.

## Биография
Иван Иванович Насилов родился в 1842 году. В 1864 году окончил Императорскую медико-хирургическую академию в Санкт-Петербурге, где был оставлен для подготовки к профессорскому званию. В 1867 году успешно защитил докторскую диссертацию на тему «О воспалении барабанной перепонки в патолого-анатомическом отношении». С 1869 года в течение двух лет находился в заграничной командировке. В 1871 году назначен приват-доцентом по хирургической патологии. С 1873 по 1879 год работал в Николаевском клиническом военном госпитале, одновременно занимаясь преподаванием хирургической патологии на Высших женских медицинских курсах. В 1881 году стал профессором и заведующим кафедрой оперативной хирургии с топографической анатомией Военно-медицинской академии. В 1887 году занял должность заведующего кафедрой академической хирургической клиники. В 1890 году Насилов был участником комиссии по пересмотру врачебного устава. С 1890 по 1893 год занимал пост учёного секретаря Военно-медицинской академии. В 1895 году вышел в отставку по выслуге лет. Скончался в 1907 году.

## Вклад в медицинскую науку
И. И. Насилов первым в мире начал заниматься хирургией пищевода. Его экспериментальные работы справедливо считаются основополагающими для развития торакальной хирургии в целом и хирургии пищевода в частности. В период с 1883 по 1888 год им был на разработан на трупах задний внеплевральный доступ к грудному отделу пищевода: он предлагал П-образным разрезом на спине через все слои до рёбер образовать лоскут мягких тканей кнутри от лопатки, обращённый основанием к позвоночнику, поднадкостнично резецировать задние отрезки 4 рёбер (при поражении верхней половины пищевода — с III по VI рёбер слева, а при поражении нижней его половины — нижних рёбер справа) и, отодвигая плевру, проникнуть в заднее средостение к позвоночнику. Описание этого доступа Насилов опубликовал в статье «Эзофаготомия и иссечение пищевода внутри груди (Oesophagotomia et resectio oesophagi endothoracica)», вышедшей в 1888 году в журнале «Врач». Циркулярную резекцию пищевода Насилов завершал наложением швов. Он предложил в случае распространения опухоли пищевода на окружающие органы или при обширных размерах резекции выводить концы пищевода в операционную рану. До настоящего времени во всех руководствах по хирургии внеплевральный доступ к пищеводу носит имя Насилова, а метод резекции пищевода при протяжённом его поражении с выведением орального и аборального концов на кожу известен как метод Насилова.
И. И. Насиловым совместно с Н. В. Склифосовским в 1875 году была предложена методика соединения костей, получившая название «русский замок». Насилов также обосновал принцип хирургического лечения ложных суставов: вскрытие костномозгового канала при освежении концов костей перед их соединением.

### Основные научные труды
- О воспалении барабанной перепонки в патологоанатомическом отношении (диссертация, СПб., 1867)
- О причинах перфорации барабанной перепонки («Протоколы собрания русских врачей»)
- Отчет из ушного отделения профессора Бессера («Протоколы собрания русских врачей»)
- О гетерологическом развитии кисты («Медицинский Вестник», 1870)
- О дифтеритической гангрене (в немецком издании «Virchows Archiv»[нем.])
- Новый способ резекции при ложном суставе бедра (1876)
- Обескровление конечностей при операции над ними («Врачебные Ведомости», 1877)
- Adenoma подчелюстной железы («Врач», 1880)
- По поводу статьи Корнилова: «Сравнительная оценка методов лечения ложных суставов, развившихся после переломов» («Русская Медицина», 1884)
- Эзофаготомия и иссечение пищевода внутри груди (Oesophagotomia et resectio oesophagi endothoracica)" («Врач», т. 9, № 25, с. 481, 1888)
- К хирургии над желчными путями — случай cholecystotomiae из академической клиники («Врач», 1890)[1][3]

## Семья
- Медведева, Александра Ивановна — жена в первом браке, артистка петербургского балета в 1861—1879 годах[19][20]; четверо детей от первого брака[19]
- Вазем, Екатерина Оттовна — супруга во втором браке с 1887 года, балерина петербургского балета в 1867—1884 годах[19][21]
- Насилов, Николай Иванович[К 1] — сын, балетный критик[22]

## Комментарии
1. ↑  Фамилия мужа и сына Е. О. Вазем передана как «Носилов» в орфографии 1-го издания «Записок балерины» 1937 года